# This Is the Remix (Sexion d'Assaut)
This Is the Remix è un mixtape di L.I.O., rapper del gruppo Sexion d'Assaut.

## Tracce
1. Intro
2. 75 ghetto chic
3. Petrodoll's
4. La boite de la Night (Part.1)
5. La malette feat. KMN
6. Conton tige feat. La Sexion d'Assaut
7. Rap de sauvage feat. Balistick Masta & L'Insolent
8. La boite de la Night (Part.2)
9. Nique le rap
10. Cachet vous
11. Tu m'connais
12. Tout le monde s'emporte feat. Toxmo
13. Outro